# La Bastida Sent Jòrdi
La Bastida Sent Jòrdi (en francès Labastide-Saint-Georges) és un municipi francès situat al departament del Tarn i a la regió d'Occitània.

## Demografia
| 1856                                       | 1962 | 1968 | 1975 | 1982  | 1990  | 1999  | 2006  | 2017  |
| ------------------------------------------ | ---- | ---- | ---- | ----- | ----- | ----- | ----- | ----- |
| 583                                        | 414  | 527  | 872  | 1.005 | 1.063 | 1.235 | 1.578 | 1.929 |
| Des de 1962: població sense dobles comptes |      |      |      |       |       |       |       |       |

## Administració
| Període   | Identitat         | Partit |
| --------- | ----------------- | ------ |
| 1965-2001 | Jacques Bressolle | PCF    |
| 2001-2014 | Jacques Juan      | PS     |
| 2014-     | Emmanuel Joulié   | LREM   |